# Лесков, Александр Михайлович
Алекса́ндр Миха́йлович Леско́в (19 мая 1933, Харьков, СССР — 12 ноября 2017, Бостон, США) — советский и российский археолог и организатор науки,
специалист по материалам Кавказа эпохи бронзы и железного века, истории скифов, сарматов и меотов. Доктор исторических наук, профессор. Заслуженный работник культуры РФ. Член-корреспондент Германского археологического института. Научный консультант Музея археологии и антропологии Пенсильванского университета (США).

## Биография
Родился в Харькове, в Клингородке. После окончания первого класса харьковской школы № 30 из-за войны находился в эвакуации у родственников в Баку, откуда вернулся в 1946 году.
В 1950 году поступил на исторический факультет Харьковского университета, его преподавателями были С. А. Семёнов-Зусер, К. Э. Гриневич, Б. А. Шрамко, студентом работал в университетском кружке при кафедре археологии и древней истории. После окончания третьего курса летом 1953 года работал в археологической экспедиции пор руководством П. Н. Шульца в зоне затопления будущего Симферопольского водохранилища. 
После окончания университета в 1955 году переехал в Киев и поступил в аспирантуру Института археологии АН УССР, под руководством С. Н. Бибикова в 1961 году защитил кандидатскую диссертацию «Таврская культура в горном Крыму (вторая половина IX—III вв. до н. э.)».
Работал в отделе скифо-сарматской археологии ИА АН УССР, в 1969 году был назначен ответственным секретарём Главной редакции готовившегося к печати трехтомника «Археологія Української РСР». Организатор ряда крупных археологических экспедиций на Кавказе и в Крыму. В 1971 году за выдающиеся открытия на новостройках Юга Украины А. М. Лесков был отмечен премией ЦК КПУ и Совета Министров УССР. В 1972 году проводил раскопки самого крупного кургана причерноморской степи — Огуз, написал докторскую диссертацию «Предскифский период на Юге Украины».
С 1974 года работал в ленинградском Музее истории религии и атеизма. В 1975 году защитил диссертацию под изменённым названием «Заключительный этап бронзового века на Юге Украины», участвовал в создании новой экспозиции «Религии первобытного общества». С 1976 года возглавлял редакционно-издательский отдел Музея.
В 1981 году переведён заведующим отдела археологии и материальной культуры Государственного музея искусства народов Востока в Москве.
В период 1981—1988 годов руководил Северо-Кавказской экспедицией Музея Востока, проводившей, в частности, раскопки ульских курганов (близ аула Уляп, в Республике Адыгея), где были обнаружены захоронения с выдающимися по богатству и художественной ценности находками, оставленные, предположительно, меотами или скифами. Находки демонстрировались на выставках в Москве, Майкопе, Краснодаре, а также за рубежом: в Болгарии, Германии, Швейцарии, Италии, Испании, Мексике, Колумбии, Японии. 
На основе ульских находок по инициативе учёного в 1985 году был создан Северокавказский филиал Государственного музея искусства народов Востока в Майкопе, открытие которого состоялось в 1995 году. С 1997 года жил и работал в США.

## Основные работы
- Археология и история Боспора // Сборник статей / Лесков А. М., Збенович В. Г. Археологические разведки на Керченском полуострове в 1959 году / вып. II / Отв. ред. д-р ист. наук В. Ф. Гайдукевич. — Симферополь: Крымиздат, 1962. — С. 263—270. — 358 с.
- Древности Восточного Крыма // Сборник статей / Лесков А. М. Кировское поселение. — Киев: Наукова думка, 1970. — С. 7—89. — 200 с.
- Курганы: находки, проблемы. — Л.: Наука, Ленинградское отделение, 1981. — 180 с.: ил. — Серия «Из истории мировой культуры».
- Музей истории религии и атеизма // Путеводитель / Сост. А. М. Лесков, Я. И. Шурыгин. — Л.: Лениздат, 1981. — 144 с.
- в соавт. с Эрлих В. Р. Могильник Фарс/Клады // Памятник перехода от эпохи поздней бронзы к раннему железному веку на Северо-Западном Кавказе. — М.: Государственный музей Востока, 1999. — 162 с.
- Из воспоминаний: начало // Харківський історіографічний збірник : научный сборник. — 2013. — Вып. 12. — С. 190—196. — ISSN 2079-9691.
- Меоты Закубанья в середине VI - начале III века до н. э. // в соавт. с Беглова Е. А., Ксенофонтова И. В., Эрлих В. Р. Некрополи у аула Уляп : погребальные комплексы /. — М.: Наука, 2005. — 189 с. — ISBN 5-02-010304-7.
- в соавт. с Эрлих В. Р., Галанина Л. К., Ксенофонтова И. В., Переводчикова Е. В. Ульские курганы. Культово-погребальный комплекс скифского времени на Северном Кавказе. — М., Берлин, Бордо: Палеограф, 2015. — 222 с. — ISBN 978-5-89526-025-8.
- The Maikop Treasure (англ.). — Philadelphia: University of Pennsylvania Press, 2008. — 294 p. — ISBN 978-1-934536-04-9.